# Małnów (gmina)
Małnów – dawna gmina wiejska istniejąca w latach 1934–1939  w woj. lwowskim (dzisiejsze woj. podkarpackie/obwód lwowski). Siedzibą gminy był Małnów (obecnie wieś na Ukrainie).
Gmina zbiorowa Małnów została utworzona 1 sierpnia 1934 roku w powiecie mościskim w woj. lwowskim z dotychczasowych jednostkowych gmin wiejskich: Czerniawa, Kalników, Małnowska Wola, Małnów, Sokola i Starzawa/Starzawa (dawniej jedna wieś).
Pod okupacją niemiecką w Polsce (GG) gminę zniesiono, włączając ją do nowo utworzonej gminy Czerniawa.
Po wojnie obszar gminy Małnów znalazł się w ZSRR, oprócz Kalnikowa i części Starzawy, które przypadły Polsce i zostały zintegrowane z powiatem przemyskim. Obszar ten jest jedynym fragmentem dawnego powiatu mościskiego, znajdującego się w obecnych granicach Polski.